# 岩﨑一郎 (経済学者)
岩﨑 一郎（いわさき いちろう、1966年1月4日 - ）は、日本の経済学者。主な研究は、経済政策、移行経済論。一橋大学経済研究所教授。ロシア国立研究大学経済高等学院感謝表彰、日本比較経営学会賞、ロシア応用経済学国民賞選考委員会特別表彰、欧州委員会EUエラスムス・ムンドゥス・スカラーシップ賞、発展途上国研究奨励賞、NIRA大来政策研究賞受賞。

## 略歴
- 1966年：愛知県名古屋市生まれ[1]
- 1987年：千葉大学法経学部経済学科卒業[2]
- 1988年：外務省入省
- 1989年：在英国日本国大使館理事官
- 1990年：在ソヴィエト連邦日本国大使館（後在ロシア日本国大使館）書記官
- 1994年：外務省退官
- 1997年：一橋大学大学院経済学研究科修士課程修了
- 1998年：日本学術振興会特別研究員[2]
- 2000年：一橋大学大学院経済学研究科博士後期課程単位取得[2]
- 2000年：一橋大学大学院経済学研究科助手[2]
- 2001年：一橋大学博士（経済学）[3]、ロシア東欧貿易会ロシア東欧経済研究所非常勤研究員、一橋大学大学院経済学研究科特別研修生
- 2002年：一橋大学経済研究所講師[2]
- 2004年：一橋大学経済研究所助教授[2]
- 2005年：総合研究開発機構第6回NIRA大来政策研究賞受賞[2]
- 2007年：一橋大学経済研究所准教授
- 2008年：欧州委員会EUエラスムス・ムンドゥス・スカラーシップ賞[2]
- 2009年：一橋大学経済研究所教授（経済体制研究部門）、トレント大学経済学部大学院客員教授
- 2011年：日本貿易振興機構第32回アジア経済研究所発展途上国研究奨励賞受賞[2]
- 2013年： ロシア応用経済学国民賞選考委員会特別表彰受賞[2][4]
- 2014年：京都大学経済研究所客員教授（現代経済分析研究部門）[5]
- 2015年：パリ第1大学ソルボンヌ経済研究センター客員研究員[6]
- 2016年：ロシア国立研究大学経済高等学院感謝表彰受賞[2]
- 2017年：日本比較経営学会賞受賞[2][4]

## 著作
- 『中央アジア体制移行経済の制度分析：政府・企業間関係の進化と経済成果』（東京大学出版会、2004年）